# Rauschenberg
Rauschenberg è un comune tedesco di 4 488 abitanti, situato nel land dell'Assia.